# Villequiers
Villequiers is een gemeente in het Franse departement Cher (regio Centre-Val de Loire) en telt 446 inwoners (1999). De plaats maakt deel uit van het arrondissement Bourges.

## Geografie
De oppervlakte van Villequiers bedraagt 29,1 km², de bevolkingsdichtheid is 15,3 inwoners per km².
De onderstaande kaart toont de ligging van Villequiers met de belangrijkste infrastructuur en aangrenzende gemeenten.

## Demografie
Onderstaande figuur toont het verloop van het inwonertal (bron: INSEE-tellingen).